# Хромотрипсис

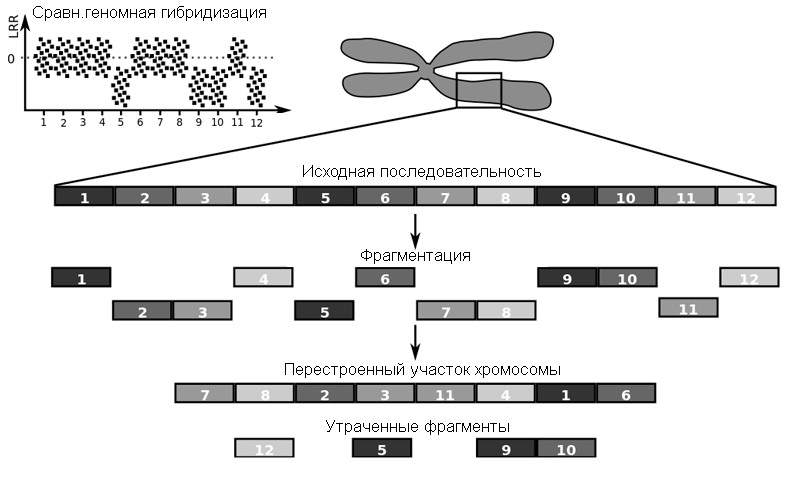
Хромотрипсис в раковых клетках

Хромотрипсис (греч. χρῶμα — цвет и τρiψις — фрагментация) — одномоментный клеточный кризис, ведущий к образованию сложных хромосомных перестроек. 
Термин введён Филиппом Стивенсом с соавт. (Philip Stephens et al.) в публикации 2011 года, посвященной изучению геномных перестроек в раковых клетках при хроническом лимфолейкозе. С помощью высокопроизводительного секвенирования спаренных концов авторы этой работы показали, что в клеточных линиях различных типов рака (2-3% всех изученных случаев) могут содержаться очень сложные перестройки, образовавшиеся единовременно после массивной фрагментации отдельного участка генома. 
В дальнейшем последствия подобных катастрофических событий (хромотрипсиса) были обнаружены при анализе некоторых случаев врождённых сбалансированных транслокаций и при анализе сложных хромосомных перестроек у лиц с задержкой развития и/или умственной отсталостью. В настоящее время полагают, что в случае врождённого хромотрипсиса в перестройки вовлечены только отцовские хромосомы, то есть хромотрипсис происходит либо во время сперматогенеза, либо во время первых постзиготических делений.